# Генриет Сет Ф.
Генриет Сет Ф. (Henriett Seth F., настоящее имя Генриетта Файчак (венг. Fajcsák Henrietta), родилась 27 октября 1980 г. в Эгере, Венгрия) — венгерская поэтесса, писательница и художница, савант-аутист. Крёстный родитель Янош Секели (Епископ, Венгрия).